# Естела Варгас Суарес
Естела Варгас Суарес (Estela Vargas Suárez) — колумбійська дипломатка. Надзвичайний і Повноважний Посол Колумбії в Україні за сумісництвом.

## Життєпис
Почала дипломатичну роботу з посади аташе посольства Колумбії в Німецькій Демократичній Республіці в Берліні. Вона також працювала у Бонні та Каракасі, де була генеральним консулом Колумбії. Вона була в Міністерстві закордонних справ на посаді директора двосторонньої політики Америки, а потім у Німеччині, вона залишилася Повноважним міністром, а згодом була призначена у Варшаву (Польща) на посаду Надзвичайного і Повноважного Посла Колумбії.
З 1998 року — Надзвичайний і Повноважний Посол Колумбії за сумісництвом в Україні. Вручила вірчі грамоти Президенту України Леоніду Кучмі.
Працювала Генеральним директором з питань Європи Міністерства закордонних справ Колумбії.

## Нагороди та відзнаки
- Медаль Почесного легіону вищого ступеню (2001).